# Fritz Obersiebrasse
Fritz Obersiebraße (* 30. November 1940 in Bielefeld; † 11. Februar 2021 in Leverkusen) war ein deutscher Leichtathlet, der von 1963 bis 1965 bei zehn Veranstaltungen im Nationaltrikot antrat.

## Karriere
1963 belegte Obersiebraße bei den Deutschen Meisterschaften den dritten Platz im 100-Meter-Lauf hinter Alfred Hebauf und Dieter Enderlein, die 4-mal-100-Meter-Staffel des ASV Köln siegte in der Aufstellung Klaus Ulonska, Jürgen Schüttler und Brinks. 1964 gewannen Manfred Germar, Jürgen Schüttler, Johannes Schmitt und Fritz Obersiebraße in der Staffel, Obersiebraße belegte den vierten Platz über 100 Meter und den dritten Platz über 200 Meter. Bei der Qualifikation für die gesamtdeutsche Mannschaft bei den Olympischen Spielen 1964 konnten sich im 100-Meter-Lauf drei Läufer aus der Bundesrepublik qualifizieren, die Sprintstaffel kam aus der DDR. Obersiebraße erreichte das Halbfinale über 100 Meter, nachdem er als Dritter im ersten Zwischenlauf seine persönliche Bestzeit auf 10,44 s gesteigert hatte. Bei den Deutschen Meisterschaften 1965 belegte Obersiebraße hinter Manfred Knickenberg den zweiten Platz im 100-Meter-Lauf. Bei der Sommer-Universiade 1965 in Budapest siegte der spätere Volkswirt zusammen mit Gert Metz, Hans-Jürgen Felsen und Rudolf Sundermann in der 4-mal-100-Meter-Staffel.
Obersiebraße startete bis 1960 für den Gadderbaumer TV und 1961 für den Post-SV München. Von 1962 bis 1965 trat er für den ASV Köln an und wechselte 1966 zum SV Bayer 04 Leverkusen. In seiner Wettkampfzeit war er 1,84 m groß und 83 kg schwer.